# Скотт, Джон, 9-й герцог Баклю
Уолтер Фрэнсис Джон Монтегю Дуглас Скотт, 9-й герцог Баклю и 11-й герцог Куинсберри (англ. John Scott, 9th Duke of Buccleuch, Walter Francis John Montagu Douglas Scott, 9th Duke of Buccleuch and 11th Duke of Queensberry; 28 сентября 1923 — 4 сентября 2007) — шотландский аристократ, пэр, политик и землевладелец. Он служил в Королевском военно-морском добровольческом резерве во время Второй мировой войны и представлял Эдинбург-Норт в Палате общин в течение 13 лет.
Он владел крупнейшим частным земельным участком в Соединенном Королевстве, охватывающим около 280 000 акров (1100 км2). Поместье включает в себя замок Драмланриг в Дамфрисе и Галлоуэе, Боухилл-хаус в Селкиркшире и Боутон-хаус в Нортгемптоншире. Четвертый дом, дворец Далкейт, недалеко от Эдинбурга, сдан консорциуму West Central Wisconsin Consortium, который использует дворец в качестве базы для своей программы обучения за рубежом.

## Ранняя жизнь
Родился 28 сентября 1923 года. Уолтер Фрэнсис Джон Монтегю Дуглас Скотт был наиболее известен под своим вторым именем Джон, и он был единственным сыном Уолтера Монтегю Дугласа Скотта, 8-го герцога Баклю и 10-го герцога Куинсберри (1894—1973), и Вреды Эстер Мэри Ласселлз (1900—1993). Его сестра леди Элизабет вышла замуж за 10-го герцога Нортумберленда, а леди Каролина вышла замуж за политика Иэна Гилмора.
Его теткой по отцовской линии была принцесса Алиса, герцогиня Глостерская.
Известный как Джонни Далкейт, из-за его титула учтивости — граф Далкейт, он получил образование в Итонском колледже.

## Карьера
В 1942 году Джон Скотт поступил на службу в Королевский флот в качестве рядового моряка, а в следующем году был произведен в офицеры, служил на эсминцах. Он продолжал служить лейтенантом-коммандером в Королевском военно-морском добровольческом резерве и Королевском военно-морском резерве после войны до 1971 года. В 1959 году он был награжден орденом Добровольческого резерва. В 1988 году он был назначен почетным капитаном Королевского военно-морского резерва. Он был капитаном Королевской роты лучников, лордом-президентом Совета и Серебряным Посохом Шотландии. Он был членом Роксбургского клуба.

## Парламентская деятельность
После войны он учился в Оксфорде, в колледже Крайст-черч, где вступил в Буллингдонский клуб. Некоторое время он работал коммерческим банкиром в Лондонском сити, а затем директором страховой компании.
Как граф Далкейт, он был членом совета графства Роксбургшир с 1958 года. Он претендовал в Палату общин от Эдинбург-Ист на всеобщих выборах 1959 года, проиграв действующему лейбористскому депутату Джорджу Уиллису, но был избран юнионистом (а в последнее время и консерватором) членом парламента от Эдинбург-Норт на довыборах в 1960 году. С 1961 по 1962 год он служил парламентским личным секретарем лорда-адвоката Уильяма Рэнкина Миллигана, а с января 1962 года по июль того же года ненадолго был помощником госсекретаря по делам Шотландии Джека Маклая. После того как Маклая уволили во время «Ночи длинных ножей» Гарольда Макмиллана, он был PPS к преемнику Маклая, Михаилу Ноублу, с 1962 по 1964 год. Он победил молодого Робина Кука на всеобщих выборах 1970 года.
Он и его жена получили незначительные травмы в автомобильной аварии в Кламбер-парке, графство Ноттингемшир, 16 августа 1961 года, но полностью выздоровели. Однако в результате несчастного случая на охоте около Хоика 20 марта 1971 года его лошадь сбросила его, так как она не смогла взять дамбу из сухого камня, а затем упала на него. Далкейт был парализован от груди вниз с переломом позвоночника Он покинул больницу в начале сентября 1971 года и провел остаток своей жизни в инвалидном кресле, став заметным представителем организаций инвалидов. Он был первым депутатом парламента после Второй мировой войны, вошедшим в Палату общин в инвалидном кресле, где его приветствовал Гарольд Уилсон, который пересек зал заседаний, чтобы пожать ему руку, в октябре 1971 года.
Далкейт покинул Палату общин в октябре 1973 года, так как он унаследовал герцогство после смерти своего отца. В результате он сложил с себя депутатские полномочия. Однако он оставался членом Палаты лордов в течение следующих 25 лет, где он выступал, в частности, по сельским, инвалидным и конституционным вопросам, вплоть до удаления наследственных пэров в ходе реформ 1999 года.

## Личная жизнь
Королевская семья, как сообщается, хотела, чтобы принцесса Маргарет вышла замуж за графа Далкейта, но она не была заинтересована . 10 января 1953 года он женился на Джейн Макнейл (1929—2011) на церемонии в соборе Святого Джайлса в Эдинбурге, на которой присутствовали королева, герцог Эдинбургский и большая часть королевской семьи. Джейн, ведущая фотомодель Нормана Хартнелла, была единственным ребенком Джона Макнилла, Королевского адвоката, и бывшей Эми Ивонн Мейнард. У супругов было четверо детей:
- Ричард Скотт, 10-й герцог Баклю (род. 14 февраля 1954), который в 1981 году женился на леди Элизабет Марион Фрэнсис Керр, дочери 12-го маркиза Лотиана[5] .
- Леди Шарлотта-Энн Монтегю Дуглас Скотт (род. 9 января 1956), которая вышла замуж за графа Бернара де Кастеллана в 1991 году. Трое детей[5]
- Лорд Джон Монтегю Дуглас Скотт (род. 9 августа 1957), который женился на Беррин Торолсан в 1990 году[5] .
- Лорд Дэмиан Торкил Фрэнсис Чарльз Монтегю Дуглас Скотт (род. 8 октября 1969), женившийся на Элизабет Поуис в 2001 году. Трое детей[5] .

Герцог Баклю попал в заголовки газет в октябре 2003 года, когда из замка Драмланриг была украдена «Мадонна с веретеном» Леонардо да Винчи. Он был найден в октябре 2007 года, через месяц после смерти герцога
.
Герцог умер после недолгой болезни в одном из своих трех домов, Боухилл-хаус, в Селкиркшире, Скоттиш-Бордерс, рано утром 4 сентября 2007 года. У него остались жена, дочь и трое сыновей (десять внуков и два правнука). Герцог был похоронен 11 сентября 2007 года среди руин аббатства Мелроуз, рядом с родителями. Его двоюродный брат герцог Глостерский был среди 2500 гостей, присутствовавших на церемонии похорон.

## Потомки
Через свою дочь леди Шарлотту-Энн он был дедом графа Бонифация Луи Альберта Шарля де Кастеллана (род. 1993), Розы Джейн Мишель Элизабет де Кастеллан (род. 19 июня 1996) и Пьера Джона Бонифация де Кастеллана (род. 11 апреля 2003).
Через своего младшего сына, лорда Дэмиана, он был дедушкой Александра Эдварда Джеймса Монтегю Дугласа Скотта (род. 13 февраля 2002), Джорджии Люси Элис Монтегю Дуглас Скотт (род. 11 августа 2006) и Орландо Джона Себастьяна Монтегю Дугласа Скотта (род. 27 марта 2009).

## Председательства
- RADAR (1977—1993); президент (1993—2007)
- Buccleuch Heritage Trust (1985—2007)
- Живой ландшафтный трест (1985—2007)
- Ассоциация лордов-лейтенантов (1990—2007)
- Президент Королевского высокогорного и сельскохозяйственного общества Шотландии (1969)
- Ассоциация скорой помощи Святого Андрея[англ.] (1972—2007)
- Королевский Шотландский сельскохозяйственный благотворительный институт (1973—2007)
- Шотландский национальный институт ослепленных войной (1973—2007)
- Королевский слепой приют и школа (1976)
- Галлоуэйское общество крупного рогатого скота Великобритании и Ирландии (1976)
- Сельскохозяйственное общество Восточной Англии (1976)
- Лесная ассоциация Содружества (1979—1999)
- Вице-президент Королевского Шотландского общества по предотвращению жестокого обращения с детьми[англ.]
- Президент Эдинбургского клуба сэра Вальтера Скотта (1982)
- Королевское шотландское лесное общество[англ.] (1994—1996)
- Почетный президент Ассоциации исследований болезней животных[англ.] (1973—1995)
- Почетный президент компании South of Scotland Car Club Ltd (1951—2007)

## Награды и должности
- Кавалер Ордена Чертополоха (1978); канцлер (1992—2007)
- Украшение Королевского военно-морского добровольческого резерва (1959)
- Мировой судья для района комиссии Роксбург (1975)
- Заместитель лейтенанта Селкиркшира[англ.] (1955)
- Заместитель лейтенанта Роксбургшира[англ.] (1962)
- Заместитель лейтенанта Дамфришира[англ.] (1974)
- Лорд-лейтенант Роксбургшира[англ.] (1974—1975)
- Лорд-лейтенант Селкиркшира[англ.] (1975)
- Лорд-лейтенант Роксбург, Эттрик и Лодердейл[англ.] (1975—1998)
- Золотая медаль Бледислоу (1992)
- Вождь клана Скотт (1973—2007)

## Почетные военные назначения
- Капитан Королевского военно-морского резерва (1988—2007)

## Титулатура
- 9-й герцог Баклю (с 4 октября 1973)
- 11-й герцог Куинсберри (с 4 октября 1973)
- 11-й маркиз Дамфризшир (с 4 октября 1973)
- 12-й граф Баклю (с 4 октября 1973)
- 9-й граф Донкастер (с 4 октября 1973)
- 9-й граф Далкейт (с 4 октября 1973)
- 9-й лорд Скотт из Тиндалла, Нортумберленд (с 4 октября 1973)
- 9-й лорд Скотт из Уитчестера и Эскдейлла (с 4 октября 1973)
- 13-й лорд Скотт из Баклю (с 4 октября 1973).